# Straß in Steiermark
Straß in Steiermark är en ort och kommun i Österrike. Den ligger i distriktet Leibnitz i förbundslandet Steiermark.
Den nuvarande kommunen bildades 1 januari 2015 genom en sammanslagning av kommunerna Obervogau, Vogau, Straß in Steiermark och Spielfeld. Den erhöll då namnet Straß-Spielfeld vilket ändrades den 1 januari 2016 till det nuvarande Straß in Steiermark. Den 1 januari 2020 utökades kommunen med kommunen Murfeld, förutom Seibersdorf bei St. Veit som tillföll kommunen Sankt Veit in der Südsteiermark.
Kommunen består av elva orter (Ortschaften) (inom parentes invånarantal 1 januari 2024):

- Gersdorf an der Mur (421)
- Graßnitzberg (189)
- Lichendorf (503)
- Obegg (35)
- Oberschwarza (150)
- Obervogau (915)
- Spielfeld (707)
- Straß in Steiermark (1 582)
- Unterschwarza (226)
- Vogau (1 152)
- Weitersfeld an der Mur (567)